# الحزب الاشتراكي الإيطالي
الحزب الاشتراكي الإيطالي (بالإيطالية: Partito Socialista Italiano)‏ هو حزب سياسي إيطالي اشتراكي تحول لاحقاً إلى اشتراكي ديمقراطي. تأسس الحزب في جنوة عام 1892.
هيمن الحزب سابقاً على تيار اليسار في إيطاليا، تفوق عليه بعد الحرب العالمية الثانية الحزب الشيوعي الإيطالي. حُل في عام 1994 نتيجة لفضائح الرشا.

## معرض صور

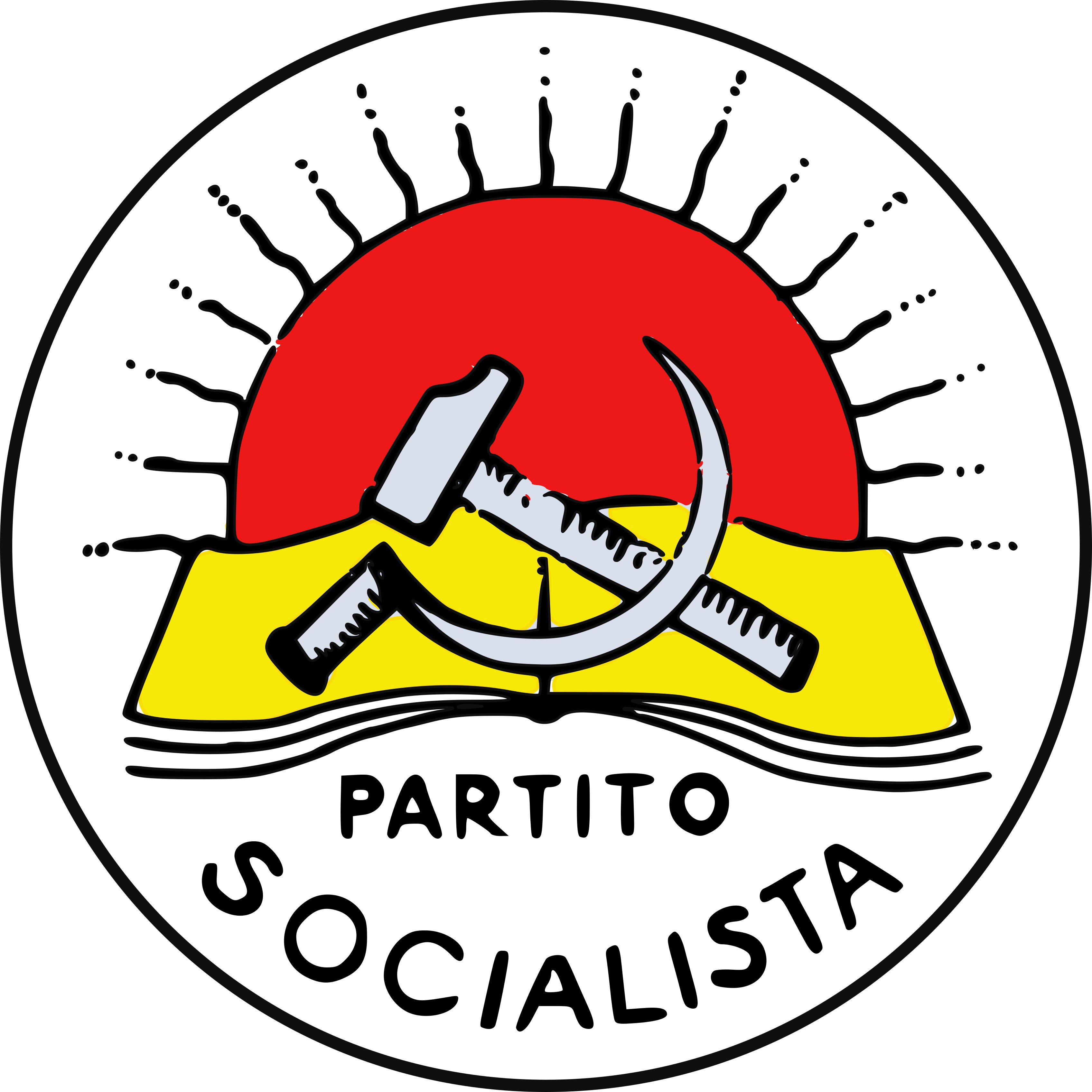